# اینکهارت (فیلم)
اینکهارت (به انگلیسی: Inkheart) که در ایران با نام نقش دل دوبله شده‌است، فیلمی فانتزی به کارگردانی ایان سافتلی و محصول سال ۲۰۰۸ میلادی است. این فیلم بر پایه رمانی با همین نام ساخته شده‌است.

## داستان
این فیلم در مورد مورتیمر است که روزی همسرش رابه داخل یک کتاب می‌اندازد سال‌ها بعد او با یکی از شخصیت‌های همان کتاب ملاقات می‌کند و.....